# CUTS UNLEASHED:SA2 VOCAL COLLECTION
『CUTS UNLEASHED:SA2 VOCAL COLLECTION』（カッツ・アンリーシュド:ソニックアドベンチャー2・ヴォーカル・コレクション）は、2001年8月22日に発売された、ドリームキャスト用ゲームソフト「ソニックアドベンチャー2」（以降SA2）に使用されている様々なテーマソングが収録されたアルバム。

## 内容
SA2に使用されている様々なテーマソングが収録されている。なお、本作はトラック8の終了後に83の無音のトラックを経た後(1トラック4秒で、83トラック全ての長さは約6分)、トラック91以降でインストバージョンが聴ける。

## 収録曲
1. IT DOESN'T MATTER…theme of "SONIC"
（作詞・作曲・編曲：瀬上純　歌：Tony Harnell）
ソニックのテーマソング
2. ESCAPE FROM THE CITY…song for the action stage "CITY ESCAPE"
（作詞：Ted Poley　作曲・編曲：瀬上純　歌：Ted Poley & Tony Harnell）
アクションステージ「City Escape」BGM
3. BELIEVE IN MYSELF…theme of "TAILS"
（作詞・作曲・編曲：瀬上純　歌：Kaz Silver）
テイルスのテーマソング
4. UNKNOWN FROM M.E.…theme of "KNUCKLES"
（作詞・作曲・編曲：床井健一　歌詞トランスレーション：Takahiro Fukuda & Taka Umeno　歌：Marlon Saunders & Hunnid-P）
ナックルズのテーマソング
5. FLY IN THE FREEDOM…theme of "ROUGE"
（作詞・作曲・編曲：熊谷文恵　歌：Tabitha Fair & Todd Copper）
ルージュのテーマソング
6. THROW IT ALL AWAY…theme of "SHADOW"
（作詞・作曲：熊谷文恵　編曲：谷丙午　歌詞トランスレーション：Shinobu Shindo　歌：Everett Bradley）
シャドウのテーマソング
7. E.G.G.M.A.N.…theme of "DR.EGGMAN"
（作曲・編曲：瀬上純　作詞・歌：Paul Shortino）
Dr.エッグマンのテーマソング
8. LIVE & LEARN…main theme of "SONIC ADVENTURE 2"
（作詞：Johnny Gioeli　作曲・編曲：瀬上純　歌：Sons of Angels(現Crush 40)）
メインテーマ

-INSTRUMENTAL VERSION-
1. IT DOESN'T MATTER…theme of "SONIC"(instrumental)
2. ESCAPE FROM THE CITY…song for the action stage "CITY ESCAPE"(instrumental)
3. BELIEVE IN MYSELF…theme of "TAILS"(instrumental)
4. UNKNOWN FROM M.E.…theme of "KNUCKLES"(instrumental)
5. FLY IN THE FREEDOM…theme of "ROUGE"(instrumental)
6. THROW IT ALL AWAY…theme of "SHADOW"(instrumental)
7. E.G.G.M.A.N.…theme of "DR.EGGMAN"(instrumental)
8. LIVE & LEARN…main theme of "SONIC ADVENTURE 2"(instrumental)